# Khotsimsk

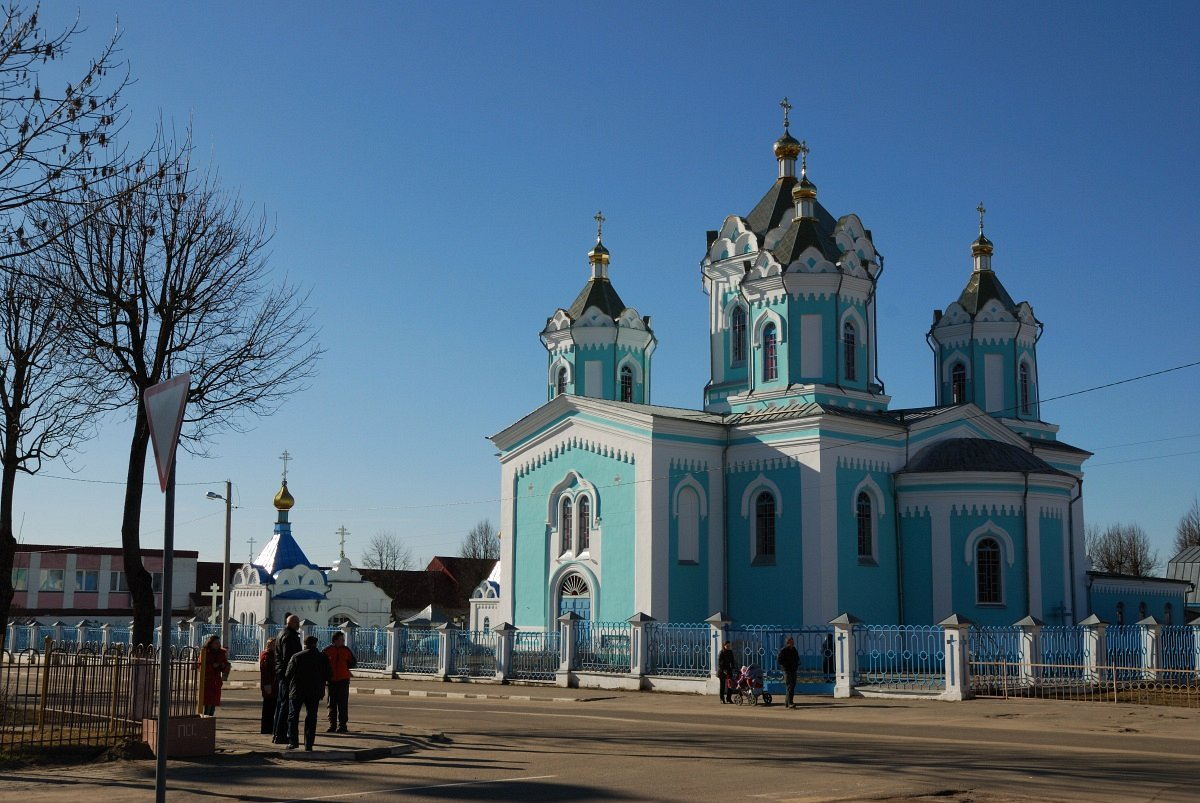

Khotsimsk (en biélorusse : Хоцімск ; en lacinka : Chocimsk) ou Khotimsk (en russe : Хотимск ; en polonais : Chocimsk) est une commune urbaine de la voblast de Mahiliow ou oblast de Moguilev, en Biélorussie, et le centre administratif du raïon de Khotsimsk. Sa population s'élevait à 6 300 habitants en 2017.

## Géographie
Khotsimsk est arrosée par la rivière Besed, un affluent de la Soj dans le bassin du Dniepr. Elle se trouve à 158 km au sud-est de Moguilev et à 336 km à l'est de Minsk, à la frontière avec la Russie.

## Histoire
Khotsimsk est mentionné pour la première fois dans un document de 1430 : c'est alors le village de Khotiml du grand-duché de Lituanie. Au XVIe siècle, le village fait partie de la voïvodie de Mstislavl. Après la première partition de la Pologne, en 1772, le village passa sous la souveraineté de l'Empire russe et fut rebaptisé Radyvyliv Hotimsket, dans le comté de Krytchaw. À la fin du XIXe siècle, il regroupait quelque 3 000 habitants ; on y trouvait une école publique, deux églises, deux tanneries, deux moulins hydrauliques. Deux foires s'y tenaient chaque année. Le 1er janvier 1919, conformément à une décision du Parti communiste (bolchevik) de Biélorussie, Hlousk fut rattaché à la République socialiste soviétique de Biélorussie, mais le 16 janvier, le gouvernement soviétique de Moscou décida qu'elle ferait partie de la République socialiste fédérative soviétique de Russie, avec d'autres régions ethniquement biélorusses. En 1924, elle retourna cependant à la RSS de Biélorussie. Khotsimsk fit partie du raïon de Kastsioukovitchy en 1931 puis fut érigé en centre administratif du nouveau raïon de Khotsimsk en 1935. Le 27 septembre 1938, le village accéda au statut de commune urbaine. Pendant la Seconde Guerre mondiale, Khotsimsk fut occupée par l'Allemagne nazie en août 1941. Ce fut une des premières localités de Biélorussie libérée par le front de Briansk de l'Armée rouge, le 26 septembre 1943. Les symboles, blason et drapeau, de Khotsimsk furent adoptés en 1994.

## Population
Recensements (*) ou estimations de la population :
| 1897* | 1923* | 1926* | 1939* | 1959* | 1970* | 1979* |
| ----- | ----- | ----- | ----- | ----- | ----- | ----- |
| 3 030 | 2 690 | 2 897 | 3 200 | 4 795 | 4 577 | 5 915 |

| 1989* | 1999* | 2009* | 2014  | 2015  | 2016  | 2017  |
| ----- | ----- | ----- | ----- | ----- | ----- | ----- |
| 7 696 | 7 852 | 7 084 | 6 704 | 6 616 | 6 447 | 6 300 |